# Agrial
Agrial — французская группа сельскохозяйственных кооперативов, в которую входит 12 500 фермеров Нормандии. Образована в 2000 году слиянием трёх кооперативов. Штаб-квартира расположена в городе Кан.

## История
Группа Agrial была создана в 2000 году в результате слияния кооперативов AGRALCO (основан в 1992 году), COOP-CAN (основан в 1967 году) и ORCAL (основан в 1992 году). На момент создания годовой оборот группы составлял около 1 млрд евро, у Agrial было 12 тысяч фермеров-пайщиков и 4400 сотрудников.
В 2012 году была куплена калифорнийская компания Manzana, производитель соусов, соков и яблочного уксуса. Также в 2012 году было создано совместное предприятие Senagral по производству йогуртов и сыров; в 2014 году доля партнёра, компании Senoble, была выкуплена. В 2016 году был приобретен производитель сыров Fromagerie Guilloteau. В 2018 году было сделано ещё несколько приобретений, включая производителя сидра в Великобритании и сырзавод в Германии; это увеличило оборот группы до 5,8 млрд евро, из них 27 % пришлось на зарубежную деятельность.
В мае 2023 года состоялось слияние кооперативов Agrial и Natura’Pro.

## Деятельность
Группе Agrial принадлежит около 100 предприятий в 10 странах, они производят молочную и мясную продукцию, напитки и овощи. Основными брендами являются Florette (овощи и зелень), Soignon, Agrilait, Maestrella, Pavé d’affinois, Grand fermage (молочная продукция), Tallec, Peguet, Maître Jacques, Brient (мясная продукция), Loïc Raison (сидр), Danao, Breizh Cola (напитки). У группы есть своя розничная сеть под брендом LaMaison.fr.
Выручка за 2023 год составила 7,4 млрд евро, из них на сельскохозяйственные кооперативы пришлось 26 %, на молочную продукцию — 39 %, на овощи — 20 %, на яблоки и сидр — 5 %, на мясную продукцию — 10 %. На Францию пришлось 69 % выручки, другими значимыми рынками были Испания (8 %), Великобритания (6 %), Германия (4 %), а также Бельгия, Италия, США и Нидерланды (по 2 %).